# 三上悠亜
三上 悠亜（みかみ ゆあ、本名：鬼頭 桃菜（きとう ももな）、1993年〈平成5年〉8月16日 - ）は、日本のタレント、YouTuber。アパレルプロデューサー。元AV女優、元アイドル。
愛知県名古屋市中区出身。女性アイドルグループSKE48の元メンバーで、2015年6月から2023年8月までアダルトビデオに出演していた、恵比寿マスカッツ、HONEY POPCORNの元メンバー、S1アンバサダー、アパレルブランド「ミストレアス (MISTREASS)」のブランドディレクターである。

## 略歴
2006年
- モーニング娘。オーディションに応募、第二次審査で落選。2007年にはAKB48 第二回研究生（5期生）オーディションに合格しているものの、上京が必須条件だったため断念し辞退。

2009年
- 3月29日に「第二期SKE48追加メンバーオーディション」に合格し「SKE48」に加入。活動時の芸名は「鬼頭桃菜」。SKEメンバーとして2012年および2013年の『NHK紅白歌合戦』にも出場した。

2013年
- 2013年5月に48グループ選抜のグラビアプリンセス企画で1位となり、「週刊プレイボーイ」（No.23）と「ヤングジャンプ」（No.26特大号）2誌の表紙となる。6月に手越祐也とのキス写真が講談社『FRIDAY』で報じられ、その後『週刊文春』で相手が三上だと報じられる。

2014年
- 4月29日 - SKE48を卒業する。卒業公演は行ったものの、楽曲セットリスト等に関わることはなかった。

2015年
- 5月1日 -「超ド級スクープ! 国民的アイドルグループ元グラビアプリンセス 衝撃の神ヘアヌード」の見出しで講談社「週刊FRIDAY」2015年5月22日号の表紙を飾る。11日に中国のSNS新浪微博を開始。
- 6月1日 - 『Princess Peach』でアダルトビデオメーカーのMUTEKIからAVデビュー。なお、のちにAVのオファーはSKE在籍時からあったことを明かしている。
- 8月 - 台湾でテレビ出演、グラビア掲載など活動。
- 11月13日 - ホームページ、Twitter、Instagramを開設。
- 12月16日 - 双葉社から自身初の1st写真集「Here you are」を出版。

2016年
- 3月1日 - 4本目『ボクのカノジョは三上悠亜』のディスクジャケットを公開すると共にMUTEKI専属女優になったことを表明。
- 4月4日 - 双葉社「週刊大衆」で自身初の連載を開始。続いて6日に「東京スポーツ」の連載も開始。13日にWEBニュースで「恵比寿★マスカッツ」のメンバーに加入することを表明。
- 5月4日 - 豊洲PITで行われたDMM.R18アダルトアワード2016において最優秀新人女優賞と最優秀作品賞（Princess Peachの通販 (BD)・配信・レンタル部門共に1位で受賞）を合わせて4冠を受賞。受賞後のインタビューでは、ファンとスタッフへの感謝の気持ちと目標を語った。25日に自身初のイメージビデオ『ALL NUDE』を発売。
- 6月1日 - AV OPEN2016の公式サイト開設に伴い市川まさみ、星美りかと共にイメージガールに就任。18日に週刊文春デジタルのニコ生番組『文春砲Live』#03にて元SKE48メンバーの鬼頭桃菜のそっくりさんとして出演。
- 7月4日 - 大槻ひびきと共にイベルトキャンペーンガールに就任。
- 8月19日 - エスワンへの移籍を表明。
- 11月23日 - 自身初のソロデビューシングル「リ・ボ・ン」を発売。目標は中野サンプラザ。25日に移籍第1弾作品「専属NO.1 STYLE 三上悠亜エスワンデビュー 電撃移籍4時間×4本番スペシャル」を発売。
- 12月1日 - スカパー!アダルト放送大賞2017の新人女優賞、作品賞（国民的アイドルグループからまさかのMUTEKI降臨!）の部門にノミネートを発表。結果は作品賞、FLASH賞を受賞。

2017年
- 2月3日 - DMM.R18アダルトアワード2017 最優秀女優賞にノミネートを発表。結果は最優秀女優賞を受賞。
- 11月16日 - 前年に続きイベルトガールに高橋しょう子と就任。

2018年
- 3月14日 - 松田美子、桜もこを加えた3人で「HONEY POPCORN」を結成。韓国でミニアルバム『ビビディバビディブ』を発売し歌手デビュー。
- 7月20日 - テレビ東京の番組でかつて同じグループであった柴田阿弥と共演。当時のメンバーとの脱退以来初共演として話題となる。
- 11月7日 - S1 NO.1 STYLEのアンバサダーに就任。

2019年
- 1月13日 - アパレルブランド YOUR'Sをプロデュース。

2020年
- 「月刊FANZA」4月号で発表された「このAV女優がすごい!2020冬」女優総合部門3位（読者投票2位）を獲得。
- 3月10日 - FANZA「春のパンツまつり」に合わせ、マスカッツ内ユニット「SCANTY4」を架乃ゆら、まいてぃ、三上悠亜、吉澤友貴の4人で結成。楽曲「パンチラリズム」を公開。
- 2020年上半期の女優別アダルトビデオ売り上げ第6位。2020年8月、月刊FANZA発表2020年上半期AV女優ランキング4位獲得。同誌発表「このAV女優がすごい!2020夏」女優部門1位獲得。
- 12月 -「FLASH 2020年現役最強セクシー女優BEST100」読者投票・第2位選出。FANZA発表2020年年間AV女優ランキング2位を獲得。

2021年
- 1月1日 - 恵比寿マスカッツ【ミニマスカッツ】「孤独-ひとり-」公開。
- 1月27日 - マスカッツThe NIGHT!〜生放送4時間SP〜において最多投票数を獲得し優勝。
- 2月3日 -「SCANTY4」に市川まさみ、山岸逢花が新加入し「SCANTY6」となる。
- 3月 - 出演した『アナタの五感を刺激する三上悠亜のシコシコサポートラグジュアリー 脳をエロスで満たす癒され勃起シチュエーション』が週刊プレイボーイ選定「2021年エロデミー賞」で音響賞を受賞。
- 4月に発表されたアサヒ芸能「2021現役AV女優SEXY総選挙」で第2位。
- FANZA発表、2021年上半期女優別アダルトビデオ売り上げ第3位を記録。2021年8月発表「読者300人が選んだFLASH 2021セクシー女優ランキング」読者投票4位。
- 12月 - 光文社『FLASH』発表の2021年セクシー女優ランキング第3位。
- FANZA発表2021年年間AV女優ランキング2位を獲得。

2022年
- 5月に発表されたアサヒ芸能「2022現役AV女優SEXY総選挙」で第1位。
- AVデビュー時はワンズダブルに所属していたが、6月に個人事務所を、「株式会社Miss」を同年1月に設立し、マネージャーとともに独立していたことを報告。AV活動についてはワンズダブルと業務提携し継続する。
- 8月8日週FANZA通販フロアランキングにて『【※観覧注意】【※ヌキ過ぎ注意】絶頂を超えた更に先、イキまくり限界ピストン！恍惚の過去最大トランスFUCK 三上悠亜』が1位を記録。
- 8月13日、恵比寿ガーデンホールにて行われた「第2世代恵比寿マスカッツ真夏の卒業式」をもち恵比寿マスカッツを卒業（メンバー全員が卒業する事実上の解散）。
- 2022年12月、アサヒ芸能発表「2022AV年間セールスランキング」で上位82位以内に総集編を除くリリース作9本が安定した人気を証明した（最上位は『※観覧注意※ヌキ過ぎ注意〜』の26位）。

2023年
- 2023年1月2日週FANZA動画フロアランキングにて、『三上悠亜の誘惑エロス50本番8時間』が初登場2位となる（1位はS級素人福袋総集編）。
- 1月22日、MEGAドン・キホーテ渋谷本店でサプリメント『精の命』アンバサダー就任を発表。
- 2月6日週、FANZA通販フロアランキングにおいて『超鮮明4K機材撮影！三上悠亜の豊満ボディと圧倒的美顔を堪能するエロティシズム肉感艶美性交』（ブルーレイディスク版）が1位を記録。
- 3月13日 YouTubeチャンネルでAV女優引退を発表。「30歳まではやりきる」と自身の中で決めており、それが達成できたこと、きっぱり区切りをつけたいことなどを理由に挙げた。作品は自身の誕生月である同年8月まではリリース予定。芸能活動などは今後も継続する。同日は「#三上悠亜引退」がTwitterのトレンド入りをした。
- 3月6日週FANZA通販フロアランキングにて、『引退発表 126日後にAV女優をやめる三上悠亜』（ブルーレイディスク版）が初登場1位を記録。3月13日週も1位。3月月間ランキングでも個人1位を記録。
- 4月3日週FANZA通販フロアランキングにて、共演作『三上悠亜と新ありなと相沢みなみ』（ブルーレイディスク版）が初登場1位を記録。4月10日週ランキングでも1位。同作は2023年上半期DVDランキング1位も記録した。
- 5月に発表されたアサヒ芸能「2023現役AV女優SEXY総選挙」第2位（関東圏2位、関西圏1位）。
- 5月1日週FANZA通販フロアランキングにて、『三上悠亜ラストハードファック！120分120回イク！究極のワンカット人生最多オーガズム性交』が1位（ブルーレイ版）、2位（DVD版）を占拠した。
- 5月8日週FANZA通販フロアランキングにて、約5年ぶりにMOODYZから発売となった『三上悠亜×MOODYZ 一回限りの限定復活!?ひとりバコバコバスツアー2023 引退直前！最後の大感謝スペシャル!!』が初登場1位を記録。5月15日週でも同作DVD版が4位、ブルーレオ版が3位を記録したほか、『ガチ二人きり!!三上悠亜から20時間犯●れ続ける都内某所でリアル逆レ●プデート』が初登場1位を記録し、同週は三上がランキング上位を席巻した。5月29日週FANZA通販フロアランキングでは『もうすぐ引退だから…三上悠亜が彼女になって抜くの 毎日手伝ったげる アナタが好き好き主観映像で究極の恋愛オナニーサポート』が1位を記録。5月の月間女優ランキングでも1位。
- 6月5日週FANZA通販フロアランキングにてアイデアポケットから発売される『最高の美女と交わすヨダレだらだらツバだくだく濃厚な接吻とセックス 三上悠亜』ブルーレイディスク版が1位を記録。同週ではウィークリートップ5の中に三上悠亜作品が3作品ランクインした。6月12週FANZA通販フロアランキングで『三上悠亜、媚薬で飛ぶ 毎日こっそり媚薬漬けにした7日後のガンギマリビッチ』が1位を記録。同週も『最高の美女と交わす〜』が2位に入るほか、トップ5の中に3作品がランクイン。
- 6月19日週FANZA通販フロアランキングにて出演した『エスワンファン感謝祭』（ブルーレイディスク版）が初登場1位を記録。DVD版も4位にランクイン。同作は6月26日週も1位を維持した（DVD版は5位）。同作は7月17日週FANZA動画フロアランキング1位も記録。FANZA通販フロア6月度月刊女優ランキング1位を記録。2023年上半期DVDランキングでは出演6作が上位20位中にランクインした。
- 7月10日週FANZA通販フロアランキングにて『完全引退 AV女優、最後の1日。三上悠亜ラストセックス』が1位を記録。FANZA通販フロア7月度月間AV女優ランキング1位。
- 8月15日、AV引退作『完全引退 AV女優、最後の1日。三上悠亜ラストセックス』が発売。16日、ヒューリックホール東京にて「三上悠亜生誕＆引退イベント」を開催。会場ではSKE時代の映像や「DMM．R18アダルトアワード2017」での受賞スピーチを流し、七沢みあ、相沢みなみ、YouTuberのRちゃん、美容師の村木里帆、元SKE48の松村香織、金子栞が登壇した。
- 12月、アサヒ芸能編集部による「アサ芸AV大賞2023」で、AV業界栄誉賞受賞。同誌発表の2023年AVセールスランキングでは、共演を含む全12作が38位以内にランクイン。引退までの8年間トップを走り続けたことを証明した。FANZA発表の2023年年間AV女優ランキングでも1位。三上は「本当に最高のラストになりました」とコメントを残した。

2024年
- 1月31日、台湾で初の絵画個展を開催したことを報告。
- 3月26日、ミスいちご2024に就任した。
- 4月24日、Twitterのフォロワー数が女性部門で世界4位となったことを報告した。
- 10月14日、名古屋国際会議場センチュリーホールで行われた「SKE48 16th Anniversary Festival 2024」で行われた同期・斉藤真木子卒業セレモニーに出演。
- 11月9日、台湾のプロバスケットボールチーム・台中ドリーマーズの試合にチアガールとして登場。

## 人物
- 愛称は「ゆあちゃん」であるが、ファンからは「ゆあにゃ」と呼ばれることもある[101]。ファンのことは「ゆあーず」と表現している[102]。
- AV業界に入った理由を、2016年時点で「チャンスを掴むためとみんなを驚かせるため」と答えていた[103]。2020年時点では「また日の目を浴びれるチャンスはこれしかなかった」と述べている[104]。2023年のインタビューでは不祥事を起こし、それでも芸能に近い活動がしたかったため、有名になれる可能性を感じ「やらせてください」と飛び込んだと語っている[105]。
- 両親には情報解禁1日前に報告をした。AV女優になる時には誰にも相談しなかったという[106]。
- AVデビュー作 (MUTEKI『Princess Peach』) の報酬は、東京都世田谷区の2LDKの中古マンションが買えるほどであった[107]。デビュー時から「女性に見てもらいたい」「親しんでもらいたい」ことを心がけ、ファンの男女比率は女性のほうが多い[108][109]。俳優の渋江譲二は「AV女優のイメージをメジャーに押し上げた大功労者」と述べている[110]。三上本人は「私はAVが一番キラキラしていた時代にデビューできたのかもしれません」と述懐している[105]。
- 三上によると、2023年7月時点で最も売れたAV作品は2021年3月発売の『アナタの五感を刺激する三上悠亜のシコシコサポートラグジュアリー 脳をエロスで満たす6つの癒され勃起シチュエーション』。メーカーから絶対売れるといわれたが、本人は半信半疑だったとのこと[105]。
- 2023年7月時点で最も恥ずかしかった仕事は、AVではなく、恵比寿マスカッツでの「体力テスト」と「全身タイツでのヒッチハイク」[105]。
- 趣味はアイドルのDVD鑑賞[111]、歌、ダンス、犬の散歩、ショッピング、カフェめぐり[101]。化粧品が大好き[112]。
- 語学に興味があり、英語と中国語を覚えようとしている[12]。好きな色はピンク、好きな食べ物は桃、好きな数字は48である[111]。一人っ子で競争が苦手なタイプと自己分析している[18]。
- ハロー!プロジェクトのアイドルが好きである[113]。古巣であるSKEとはAVデビュー後も接点を持っており、スタッフやメンバーからも「有名人が来たような」扱いを受け、「出禁じゃない」と声を掛けられている[18]。
- ペットはチワックス（くぅ ♂）とトイプードル（みみ ♀）[114]を飼っており、実家にもミニチュアダックスフント（シオン）を飼っており、2020年にはチワプー（まろ ♂）を飼い始めた[115]。
- グラビアアイドルの真奈とは小学生からの友達である[116]。同じく元SKE48の松村香織とは親友であり[117]、2019年5月2日には彼女の卒業公演を訪ねている[118][119]。藤田ニコルとも親交が深く、度々コラボ動画をYouTubeに上げており[120]、過去には藤田のラジオ番組『あしたはにちようび』にゲスト出演した。
- 2020年時点で、SNSのフォロワー総数は500万人を超えていた[22]。
- バストサロンに通い始めFカップからGカップに成長した[121]。
- 初体験は中学2年生の春、場所はマンションの踊り場だった[122]。
- ひょうろくのファン[123]。

## 出演

### テレビ

#### 過去のテレビ出演
- 木曜4超玩（2015年8月6日、台湾の麥卡貝電視番組）
- 國光幫幫忙（2015年8月10日・2017年3月22日、台湾の三立電視番組）
- 萬秀大勝利（2015年8月30日、台湾の中国電視公司番組）
- マスカットナイト（2016年4月14日 - 2017年3月30日、テレビ東京）
- 男のザップ 生イキ! ジャンポケクルーズ（2016年5月26日、BSスカパー!）
- 第2回セクシー女優ダラケ!のスカパー!水泳大会（2016年7月29日、BSスカパー!）[124]
- 新みっひーランドみひなな食堂#5・6（9月2日・10月1日、エンタ!959）
- 高橋しょう子と三上悠亜のSHOW YOUR ROCKETS（2016年10月2日 - 2019年2月3日、スカパー! エンタ!959）[125][126]
- じっくり聞いタロウ〜スター近況（秘）報告〜（2016年11月11日[107]、2017年11月2日、2018年7月20日、2021年6月24日[127]、テレビ東京）
- 桃さんぽ#2（2016年11月16日、エンタ!959）
- スカパー!アダルト放送大賞 2017 ノミネート女優総出演!! スカパー! アダルトチャンネル対抗セクシー女優歌合戦（2017年1月15日、BSスカパー!）[128]
- モテるの法則 #6（最終回）（2017年1月20日、エンタメ〜テレ）
- ゴッドタン（2017年2月5日、12月4日、テレビ東京）
- バカリズムさんの超H!（2017年3月18日、フジテレビONE）
- マスカットナイト・フィーバー!!!（2017年4月6日 - 9月28日、テレビ東京）
- 誘女、派遣します episode21・22（2017年5月26日・6月23日、V☆パラダイス）
- 恵比寿マスカッツ横丁!（2017年10月5日 - 12月28日、テレビ東京）
- 飢餓遊戲（2018年6月10日、台湾の中国電視公司番組）
- 告白。三上悠亜〜私のこと知っていますか〜（2021年3月31日、BSスカパー!・スカパー!オンデマンド）[129]
- 関内デビルの泉（2020年8月7日、tvk）[130]
- 相席食堂（2023年11月14日、ABCテレビ）
- THE 的中王 2024（2024年1月3日、中京テレビ）
- しくじり先生（2024年6月7日、ABEMA）
- あざとくて何が悪いの？（2024年8月16日、テレビ朝日）
- イワクラと吉住の番組（2024年1月16日、6月12日、9月10日、テレビ朝日）[131]
- 有吉クイズ（2024年2月26日、5月5日、2025年1月12日、2月9日、4月14日、テレビ朝日）
- ロンドンハーツ（2025年3月4日・11日、テレビ朝日）
- 恋はロケ中に!（2025年4月6日- 、CBCテレビ）MC[132]
- このデートはフィクションです。（2025年4月21日、フジテレビ）

#### テレビドラマ
- ハケンのキャバ嬢・彩華 第2話（2017年10月16日、AbemaTV / 10月23日、朝日放送[注 1]） - ミイナ 役[133]
- 〜元気の出るごはん〜タチ喰い! 第4話（2019年3月25日、テレビ東京） - 主演[134]

### インターネットテレビ
- 文春砲Live #03（2016年6月18日、ニコニコ生放送）[33]
- 必殺!バカリズム地獄（2017年、AbemaTV）
- AV女優の初恋ピュア物語〜前編〜（2018年1月13日、AbemaTV）[135]
- スリルな夜!（2018年2月20日、AbemaTV）
- 買えるバトルクラブ（2018年9月20日、AbemaTV）[136]
- GACKTプロデュース!POKER×POKER（2019年2月2日[137]、AbemaTV）
- 恵比寿マスカッツ 真夜中の運動会（2019年10月1日 - 2021年3月2日、AbemaTV）
- 矢口真里の火曜The NIGHT（2020年4月1日[138]、12月2日[139]、AbemaTV） - SCANTY4として
- GUEST LIVE スカパー! アダルト1放送大賞2020授賞式（2020年11月28日、スカパー!アダルト放送大賞2020チャンネル、みんなのファン祭り特設サイト）[140]
- カチコチTV（2020年12月18日、25日、2021年6月11日 - 、FANZA見放題chライト）
- 春のパンツまつり2021（2021年3月31日、春のパンツまつり公式サイト）[141]
- 愛のハイエナ（2023年7月11日、ABEMA）アシスタントMC[142]
- のむシリカ presents 超RIZIN.2 powered by U-NEXT中継（2023年7月30日、U-NEXT）解説[143]
- しくじり先生 俺みたいになるな!!（2024年6月7日・14日、AbemaTV）

#### ウェブドラマ
- 特命係長 只野仁（2017年1月14日、AbemaTV） - マナミ 役
- やれたかも委員会（2018年2月24日、AbemaTV） - 岸元さき 役[144]
- 私の"好き"って変ですか？ Case.01（2021年4月1日、私の好きって変ですか?/YouTube） -ありさ 役[145]

### オリジナルビデオ
- ネトラセラレ（2018年4月27日、R18版全3巻、通常版全1巻、竹書房・リバプール） - 伊澄春花 役[146]

### ラジオ
- ねむチキ（2021年7月4日・11日・2023年5月28日・6月4日、TBSラジオ）

### イベント
2016年
- 絶頂×4本番発売記念秋葉原イベント（2月14日、ソフマップアミューズメント館） - イベントの日がバレンタインデーという事もあり自ら料理をしたブラウニーを振る舞った。
- DMMアダルトアワード2016授賞式（5月4日、豊洲PIT）
  - 後夜祭（新宿ロフトプラスワン、5月18日）

- 超豪華☆バースデーイベント（8月16日、東京Future SEVEN）
- 2nd写真集「Your Angel」発売記念東京イベント（9月25日、新宿ロフトプラスワン） - アイドルグループの歌を披露する。ゲストに木村卓寛（天津）、とにかく明るい安村が出演した。
- 激レア♡ハロウィンオフ会（10月30日、渋谷HERO） - 仮装はハーレイ・クイン（スーサイド・スクワッド）
- Vファン感謝祭 Japan Adult Expo（11月10日・11日、ディファ有明）
  - AV OPEN 2016（11月10日） - イメージガールとして出演。

- S1 共演イベントin東京・大阪（11月19・20日、エムズ秋葉原店・買取りまっくす日本橋店）。
- 1stCDシングル 「リ・ボ・ン」発売記念秋葉原イベント（11月22日、ソフマップアミューズメント館）
- S1クリスマスパーティー（12月2日、南青山Future SEVEN）。

2017年
- S1で日本全国に愛（チョコ）を配ろう!キャンペーンin名古屋（2月4日、壱見屋書店柳橋本店）
- ゆあーずバレンタインパーティー（2月11日、パセラリゾーツグランデ渋谷店）
- スカパー!アダルト放送大賞2017授賞式（3月3日、東京）
- DMM.R18アダルトアワード2017授賞式（4月23日、豊洲PIT）
- AV OPEN2017開会式（7月12日、都内） - いけだてつやとMC。
  - 授賞式（11月16日、ディファ有明）- 同上。

- 3rd写真集「らぶぱら」発売記念 撮影&商品お渡し会（8月6日、書泉ブックタワー）
- 三上悠亜オフィシャルカードコレクション〜悠亜 MY 愛どる〜発売記念イベント（9月9日、書泉グランデ）
- 週プレ酒場（11月18日、歌舞伎町）
- 第68回 駒場祭（11月26日、東京大学駒場地区キャンパス）- ミス&ミスター東大コンテスト2017に出演。

2018年
- 5th写真集「君の前世がプリンセスだという件について。」発売記念&豆まきイベント（2月3日、書泉ブックタワー）

### ライブ
- SEXY-J Halloween Party 2016（2016年10月24日、渋谷WWW） - スペシャルゲスト出演[165]。
- SEXY-J "dream christmas" 2016（2016年12月15日、新宿ReNY） - ゲスト出演[166]。
- 白石茉莉奈と三上悠亜のジョイントライブイベント（2017年2月5日、名古屋BERKELEY CAFE）[167]

### モデル
- AVOP'16（2016年6月1日、AV OPEN2016） - イメージガール[32]。
- イベルト（2016年7月4日 - 2019年2月25日[168]） - キャンペーンガール。1期は大槻ひびき[34]、2期は高橋しょう子と就任[39]。
- eaball（2016年9月 - 、オンラインカジノ）- イメージキャラクター。
- 篠山紀信展『快楽の館』（2016年9月3日 - 2017年1月9日、原美術館） - 被写体モデル[169]。
- 金太郎・花太郎（2017年10月 - ） - イメージガール[170]。
- S1 NO.1 STYLE（2018年11月7日 - ） - アンバサダー[16]。

### ビデオゲーム
- 龍が如く6 命の詩。（2016年12月8日、セガゲームス） - PS4。プレイスポット「ライブチャット」にチャットレディとして出演[171]。アイドル「悠亜」役[172]。
- 龍が如く 極2（2017年12月7日、セガゲームス） - PS4。プレイスポット「新・水商売アイランド」にキャバ嬢として出演[173]。悠亜 役。
- 新宿スカウトバトル（2019年12月2日、DMM GAMES）- 国際機関諜報員・三上悠亜 役[174]
- 銀行マンの下剋上～バラ色人生を目指して～（2022年12月6日、AV GAMES、フュージョンプロジェクト）- 新入行員・三上悠亜 役[175]
- 社長と美女たちの二重奏（2024年3月6日[176]、CREAM SOFT）- 佐藤糖子 役[177]
- Drive Me Crazy（2024年7月13日、Tenth Art Studio）- 三上佳奈 役[178]

### パチンコ
- Pジューシーハニー3（2021年2月、サンセイアールアンドディ）[179]
- PジューシーハニーH（ハーレム）（2023年5月、サンセイアールアンドディ）
- Pジューシーハニー極嬢MA（2025年1月、サンセイアールアンドディ）[180]

### インタビュー記事
- メンズサイゾー（2016年3月30日）[181]
- DMMニュースR18（2016年4月1日・8日・15日・22日・5月16日）[182][183][184][185][186]
- 日刊SPA!（2016年4月13日）[12]
- 有名AV女優インタビュー vol.1-3（2016年5月31日・6月3日・7日）[187]
- NEWSポストセブン（2020年2月3日）[188]

### コラボレーション
- CA4LA（2022年、2024年）[11][189]

## 作品

### アダルトビデオ
2015年
| タイトル       | 発売日 | 規格 | 品番     | メーカー | 備考 |
| -------------- | ------ | ---- | -------- | -------- | --- |
| Princess Peach | 6月1日 | DVD  | TEK-067  | MUTEKI   | ※擬似性交（張形や前貼り等を使用）。 ※DMM2015年間ランキング通販部門Blu-ray1位、DVD2位、レンタル部門1位、配信部門1位。 |
| Princess Peach | 6月1日 | BD   | 9TEK-067 | MUTEKI   | ※擬似性交（張形や前貼り等を使用）。 ※DMM2015年間ランキング通販部門Blu-ray1位、DVD2位、レンタル部門1位、配信部門1位。 |

2016年
| タイトル                                                              | 発売日   | 規格 | 品番      | メーカー      | 備考 |
| --------------------------------------------------------------------- | -------- | ---- | --------- | ------------- | ---- |
| 快感                                                                  | 1月1日   | DVD  | TEK-071   | MUTEKI        |      |
| 快感                                                                  | 1月1日   | BD   | 9TEK-071  | MUTEKI        |      |
| 絶頂×4本番                                                            | 2月1日   | DVD  | TEK-072   | MUTEKI        |      |
| 絶頂×4本番                                                            | 2月1日   | BD   | 9TEK-072  | MUTEKI        |      |
| ボクのカノジョは三上悠亜                                              | 4月1日   | DVD  | TEK-073   | MUTEKI        |      |
| ボクのカノジョは三上悠亜                                              | 4月1日   | BD   | 9TEK-073  | MUTEKI        |      |
| アイドルがご奉仕してくれる最高級5つ星ソープランド                     | 5月1日   | DVD  | TEK-076   | MUTEKI        |      |
| アイドルがご奉仕してくれる最高級5つ星ソープランド                     | 5月1日   | BD   | 9TEK-076  | MUTEKI        |      |
| 女子校生アイドルと放課後にエッチしよっ                                | 6月1日   | DVD  | TEK-079   | MUTEKI        |      |
| 女子校生アイドルと放課後にエッチしよっ                                | 6月1日   | BD   | 9TEK-079  | MUTEKI        |      |
| 唾液を絡める濃厚接吻セックス                                          | 7月1日   | DVD  | TEK-080   | MUTEKI        |      |
| 唾液を絡める濃厚接吻セックス                                          | 7月1日   | BD   | 9TEK-080  | MUTEKI        |      |
| 快感スプラッシュ! はじめての気持ち良すぎる潮吹き                      | 8月1日   | DVD  | TEK-081   | MUTEKI        |      |
| 快感スプラッシュ! はじめての気持ち良すぎる潮吹き                      | 8月1日   | BD   | 9TEK-081  | MUTEKI        |      |
| 身動き出来ないアイドルの快感と絶頂を繰り返すSEX                       | 9月1日   | DVD  | TEK-083   | MUTEKI        |      |
| 身動き出来ないアイドルの快感と絶頂を繰り返すSEX                       | 9月1日   | BD   | 9TEK-083  | MUTEKI        |      |
| 専属NO.1 STYLE 三上悠亜エスワンデビュー 電撃移籍4時間×4本番スペシャル | 11月25日 | DVD  | SNIS-786  | S1 NO.1 STYLE |      |
| 専属NO.1 STYLE 三上悠亜エスワンデビュー 電撃移籍4時間×4本番スペシャル | 11月25日 | BD   | 9SNIS-786 | S1 NO.1 STYLE |      |
| 交わる体液、濃密セックス 完全ノーカットスペシャル                     | 12月19日 | DVD  | SNIS-800  | S1 NO.1 STYLE |      |
| 交わる体液、濃密セックス 完全ノーカットスペシャル                     | 12月19日 | BD   | 9SNIS-800 | S1 NO.1 STYLE |      |

2017年
| タイトル                                                                                       | 発売日   | 規格 | 品番      | メーカー      | 備考 |
| ---------------------------------------------------------------------------------------------- | -------- | ---- | --------- | ------------- | ---- |
| 国民的アイドルに超大量一撃ドリーム顔射                                                         | 1月25日  | DVD  | SNIS-825  | S1 NO.1 STYLE |      |
| 国民的アイドルに超大量一撃ドリーム顔射                                                         | 1月25日  | BD   | 9SNIS-825 | S1 NO.1 STYLE |      |
| 国民的アイドル三上悠亜の31コス! コスった悠亜で毎日シコって4時間31変化SP                        | 2月19日  | DVD  | SNIS-850  | S1 NO.1 STYLE |      |
| 国民的アイドル三上悠亜の31コス! コスった悠亜で毎日シコって4時間31変化SP                        | 2月19日  | BD   | 9SNIS-850 | S1 NO.1 STYLE |      |
| 激イキ92回! 痙攣3600回! イキ潮2300cc! 国民的アイドル エロス覚醒 はじめての大・痙・攣スペシャル | 3月19日  | DVD  | SNIS-872  | S1 NO.1 STYLE |      |
| 激イキ92回! 痙攣3600回! イキ潮2300cc! 国民的アイドル エロス覚醒 はじめての大・痙・攣スペシャル | 3月19日  | BD   | 9SNIS-872 | S1 NO.1 STYLE |      |
| 国民的アイドルいきなり即ハメドッキリ4本番 いつでも即合体、どこでも即絶頂                       | 4月19日  | DVD  | SNIS-896  | S1 NO.1 STYLE |      |
| 国民的アイドルいきなり即ハメドッキリ4本番 いつでも即合体、どこでも即絶頂                       | 4月19日  | BD   | 9SNIS-896 | S1 NO.1 STYLE |      |
| 最高級アイドル風俗マンションへようこそ 三上悠亜の密着性感テクニック150分フルコース             | 5月19日  | DVD  | SNIS-919  | S1 NO.1 STYLE |      |
| 最高級アイドル風俗マンションへようこそ 三上悠亜の密着性感テクニック150分フルコース             | 5月19日  | BD   | 9SNIS-919 | S1 NO.1 STYLE |      |
| 国民的アイドルは僕だけのローションぬるぬるご奉仕メイド                                         | 6月19日  | DVD  | SNIS-940  | S1 NO.1 STYLE |      |
| 国民的アイドルは僕だけのローションぬるぬるご奉仕メイド                                         | 6月19日  | BD   | 9SNIS-940 | S1 NO.1 STYLE |      |
| 汁汗だくだく唾液涎ダラダラ国民的アイドルの本気汁全漏らし性交                                   | 7月20日  | DVD  | SNIS-964  | S1 NO.1 STYLE |      |
| 汁汗だくだく唾液涎ダラダラ国民的アイドルの本気汁全漏らし性交                                   | 7月20日  | BD   | 9SNIS-964 | S1 NO.1 STYLE |      |
| 国民的アイドル アドレナリン大爆発! 禁欲1ヶ月後の性欲剥き出し焦らされトランスFUCK               | 8月20日  | DVD  | SNIS-986  | S1 NO.1 STYLE |      |
| 国民的アイドル アドレナリン大爆発! 禁欲1ヶ月後の性欲剥き出し焦らされトランスFUCK               | 8月20日  | BD   | 9SNIS-986 | S1 NO.1 STYLE |      |
| 国民的アイドル人生初大乱交! 巨根23本エンドレス無制限セックス                                   | 9月19日  | DVD  | SSNI-009  | S1 NO.1 STYLE |      |
| 国民的アイドル人生初大乱交! 巨根23本エンドレス無制限セックス                                   | 9月19日  | BD   | 9SSNI-009 | S1 NO.1 STYLE |      |
| 三上悠亜ファン感謝祭 国民的アイドル×一般ユーザー20人'ガチファンとSEX解禁'ハメまくりスペシャル  | 10月20日 | DVD  | SSNI-030  | S1 NO.1 STYLE |      |
| 三上悠亜ファン感謝祭 国民的アイドル×一般ユーザー20人'ガチファンとSEX解禁'ハメまくりスペシャル  | 10月20日 | BD   | 9SSNI-030 | S1 NO.1 STYLE |      |
| 竿カリ睾丸裏スジ亀頭チ○ポ丸舐めおしゃぶり尽くしスペシャル+もの凄いお掃除フェラ付き             | 11月20日 | DVD  | SSNI-054  | S1 NO.1 STYLE |      |
| 竿カリ睾丸裏スジ亀頭チ○ポ丸舐めおしゃぶり尽くしスペシャル+もの凄いお掃除フェラ付き             | 11月20日 | BD   | 9SSNI-054 | S1 NO.1 STYLE |      |
| 最高級アイドルの超誘惑メンズエステサロン                                                       | 12月19日 | DVD  | SSNI-077  | S1 NO.1 STYLE |      |
| 最高級アイドルの超誘惑メンズエステサロン                                                       | 12月19日 | BD   | 9SSNI-077 | S1 NO.1 STYLE |      |

2018年
| タイトル | 発売日   | 規格 | 品番     | メーカー      | 備考 |
| --- | -------- | ---- | -------- | ------------- | ---- |
| 美乳がポロリ 国民的アイドルのラッキーおっぱいハプニングSP                                                                         | 1月19日  | DVD  | SSNI-101 | S1 NO.1 STYLE |      |
| 遂に流出! 国民的アイドルの熱愛スキャンダル動画 密着32日、三上悠亜の生々しいキス、フェラ、セックス…完全プライベートSEX映像一部始終 | 2月19日  | DVD  | SSNI-127 | S1 NO.1 STYLE |      |
| 犯された巨乳女教師 集団輪姦レ●プ                                                                                                  | 3月19日  | DVD  | SSNI-152 | S1 NO.1 STYLE |      |
| vs三上悠亜 本性剥き出し欲望丸出し理性ブッ飛び1対1の極限5SEX                                                                       | 4月19日  | DVD  | SSNI-178 | S1 NO.1 STYLE |      |
| ネチネチ焦らされゾクゾク快感 ビックンビックン性感開発オイルマッサージサロン                                                       | 5月19日  | DVD  | SSNI-205 | S1 NO.1 STYLE |      |
| 無抵抗言いなり痴漢電車 絶頂を教え込まれた巨乳女子大生                                                                             | 6月19日  | DVD  | SSNI-229 | S1 NO.1 STYLE |      |
| 超弾力おっぱいブルンブルン揺れまくりハードピストンSEX                                                                             | 7月19日  | DVD  | SSNI-254 | S1 NO.1 STYLE |      |
| 欲情した接吻痴女の唾液交換ベロ舐めセックス                                                                                        | 8月19日  | DVD  | SSNI-279 | S1 NO.1 STYLE |      |
| 完全固定されて身動きが取れない三上悠亜 腰がガクガク砕けるまでイッてもイッても止めない無限ピストンSEX                              | 9月19日  | DVD  | SSNI-301 | S1 NO.1 STYLE |      |
| 巨根×追撃×大乱交 絶頂してピクピクしているおま○こを巨根24本で容赦なく突きまくる怒涛のおかわり激ピストン超大乱交Special             | 10月19日 | DVD  | SSNI-322 | S1 NO.1 STYLE |      |
| 義父に初めて犯されたあの日から…                                                                                                   | 11月19日 | DVD  | SSNI-344 | S1 NO.1 STYLE |      |
| ふたりは無敵 | 12月1日  | DVD  | TEK-097  | MUTEKI        |      |
| 【エスワン専属×ムーディーズ人気シリーズ】早漏イクイク敏感4SEX                                                                     | 12月1日  | DVD  | MIDE-599 | MOODYZ        |      |

2019年
| タイトル                                                                                            | 発売日   | 規格 | 品番      | メーカー      | 備考                                  |
| --------------------------------------------------------------------------------------------------- | -------- | ---- | --------- | ------------- | ------------------------------------- |
| 三上悠亜の痴女責め連続射精16発 拘束された男たちを骨抜きにする強制射精術                             | 1月19日  | DVD  | SSNI-388  | S1 NO.1 STYLE |                                       |
| 三上悠亜の痴女責め連続射精16発 拘束された男たちを骨抜きにする強制射精術                             | 1月19日  | BD   | 9SSNI-388 | S1 NO.1 STYLE |                                       |
| 秘密捜査官の女 媚薬漬け限界拷問スペシャル                                                           | 2月19日  | DVD  | SSNI-409  | S1 NO.1 STYLE |                                       |
| 秘密捜査官の女 媚薬漬け限界拷問スペシャル                                                           | 2月19日  | BD   | 9SSNI-409 | S1 NO.1 STYLE |                                       |
| 三上悠亜2周年メモリアルベスト最新全12タイトル73コーナー480分スペシャル                              | 3月7日   | DVD  | OFJE-189  | S1 NO.1 STYLE | ※単体ベスト                           |
| 三上悠亜2周年メモリアルベスト最新全12タイトル73コーナー480分スペシャル                              | 3月7日   | BD   | 9OFJE-189 | S1 NO.1 STYLE | ※単体ベスト                           |
| S1 PRECIOUS GIRLS 2019 15th Anniversary DVD6枚組24時間プレミアムBEST                                | 3月7日   | DVD  | OFJE-195  | S1 NO.1 STYLE | ※メーカー総集編 ※撮り下ろし映像収録。 |
| ノーブラFカップおっぱいで全力アピールしてくる彼女の巨乳妹と、誘惑に負けちゃう最低な僕。             | 3月19日  | DVD  | SSNI-432  | S1 NO.1 STYLE |                                       |
| ノーブラFカップおっぱいで全力アピールしてくる彼女の巨乳妹と、誘惑に負けちゃう最低な僕。             | 3月19日  | BD   | 9SSNI-432 | S1 NO.1 STYLE |                                       |
| 下着モデルをさせられて… フェチズム9ランジェリーSpecial                                              | 4月19日  | DVD  | SSNI-452  | S1 NO.1 STYLE |                                       |
| 下着モデルをさせられて… フェチズム9ランジェリーSpecial                                              | 4月19日  | BD   | 9SSNI-452 | S1 NO.1 STYLE |                                       |
| 人生初! 絶頂ポルチオ開発プレス 膣中イキオーガズム                                                   | 5月19日  | DVD  | SSNI-473  | S1 NO.1 STYLE |                                       |
| 緊縛解禁 完全緊縛されて無理やり犯された国民的アイドル                                               | 6月19日  | DVD  | SSNI-493  | S1 NO.1 STYLE |                                       |
| 彼女が旅行で不在の間、彼女の幼馴染と朝から晩までひたすらハメまくった48時間の記録                    | 7月19日  | DVD  | SSNI-516  | S1 NO.1 STYLE |                                       |
| NTR同窓会 愛する妻と最悪な元彼の気が狂いそうな胸糞浮気映像                                          | 8月19日  | DVD  | SSNI-542  | S1 NO.1 STYLE |                                       |
| 優し過ぎて本番までご奉仕ハッスル!! 伝説のアイドルおっパブ嬢 満員御礼! 8回転スペシャル               | 9月19日  | DVD  | SSNI-566  | S1 NO.1 STYLE |                                       |
| 三上悠亜の全力イクイク騎乗位マニアックス                                                            | 10月19日 | DVD  | SSNI-589  | S1 NO.1 STYLE |                                       |
| 絶対領域 むっちり太もも制服チラリズム 生脚アイドルの究極挑発 小悪魔ニーハイ美少女                   | 11月19日 | DVD  | SSNI-618  | S1 NO.1 STYLE |                                       |
| 絶対領域 むっちり太もも制服チラリズム 生脚アイドルの究極挑発 小悪魔ニーハイ美少女                   | 11月19日 | BD   | 9SSNI-618 | S1 NO.1 STYLE |                                       |
| 【※異常なる大絶頂】エロス最大覚醒! 性欲が尽き果てるまで怒涛のノンストップ本気性交                   | 12月19日 | DVD  | SSNI-644  | S1 NO.1 STYLE |                                       |
| 【※異常なる大絶頂】エロス最大覚醒! 性欲が尽き果てるまで怒涛のノンストップ本気性交                   | 12月19日 | BD   | 9SSNI-644 | S1 NO.1 STYLE |                                       |
| S1豪華絢爛ドリーム大共演2019 ファン感謝祭! 大大大乱交! 夢のハーレムソープ! 超豪華3本立て伝説の270分 | 12月19日 | DVD  | SSNI-658  | S1 NO.1 STYLE |                                       |
| S1豪華絢爛ドリーム大共演2019 ファン感謝祭! 大大大乱交! 夢のハーレムソープ! 超豪華3本立て伝説の270分 | 12月19日 | BD   | 9SSNI-658 | S1 NO.1 STYLE |                                       |

2020年
| タイトル | 発売日   | 規格 | 品番      | メーカー      | 備考        |
| --- | -------- | ---- | --------- | ------------- | ----------- |
| 巨乳上司と童貞部下が出張先の相部屋ホテルで…いたずら誘惑を真に受けた部下が10発射精の絶倫性交                      | 1月19日  | DVD  | SSNI-674  | S1 NO.1 STYLE |             |
| 巨乳上司と童貞部下が出張先の相部屋ホテルで…いたずら誘惑を真に受けた部下が10発射精の絶倫性交                      | 1月19日  | BD   | 9SSNI-674 | S1 NO.1 STYLE |             |
| 豊満な巨乳の上司の妻ゆあさんと布団の中でこっそり密着スローセックスに没頭したボク。                               | 2月19日  | DVD  | SSNI-703  | S1 NO.1 STYLE |             |
| 三上悠亜3周年メモリアルベスト最新全12タイトル65コーナー480分スペシャル                                           | 3月7日   | DVD  | OFJE-236  | S1 NO.1 STYLE | ※単体ベスト |
| 三上悠亜3周年メモリアルベスト最新全12タイトル65コーナー480分スペシャル                                           | 3月7日   | BD   | 9OFJE-236 | S1 NO.1 STYLE | ※単体ベスト |
| 俺たち部員全員むさ苦しいのに嫌な顔しないで汗だくになった女子マネージャーと2泊3日の夏合宿                         | 3月19日  | DVD  | SSNI-730  | S1 NO.1 STYLE |             |
| 俺たち部員全員むさ苦しいのに嫌な顔しないで汗だくになった女子マネージャーと2泊3日の夏合宿                         | 3月19日  | BD   | 9SSNI-730 | S1 NO.1 STYLE |             |
| 変態中年おやじを濃厚接待 会員制超高級パパ活デートクラブ                                                          | 4月19日  | DVD  | SSNI-756  | S1 NO.1 STYLE |             |
| 変態中年おやじを濃厚接待 会員制超高級パパ活デートクラブ                                                          | 4月19日  | BD   | 9SSNI-756 | S1 NO.1 STYLE |             |
| 無意識に男を挑発する着衣巨乳 超ラッキースケベ妄想シチュエーションSpecial                                         | 5月19日  | DVD  | SSNI-780  | S1 NO.1 STYLE |             |
| 無意識に男を挑発する着衣巨乳 超ラッキースケベ妄想シチュエーションSpecial                                         | 5月19日  | BD   | 9SSNI-780 | S1 NO.1 STYLE |             |
| 『教師失格』帰宅困難になったあの日、嵐が過ぎるまでひたすら男子生徒とハメまくりました…。                          | 6月19日  | DVD  | SSNI-802  | S1 NO.1 STYLE |             |
| 『教師失格』帰宅困難になったあの日、嵐が過ぎるまでひたすら男子生徒とハメまくりました…。                          | 6月19日  | BD   | 9SSNI-802 | S1 NO.1 STYLE |             |
| 三上悠亜のPLATINUM SOAP                                                                                          | 7月19日  | DVD  | SSNI-826  | S1 NO.1 STYLE |             |
| 三上悠亜のPLATINUM SOAP                                                                                          | 7月19日  | BD   | 9SSNI-826 | S1 NO.1 STYLE |             |
| 彼女の姉は美人で巨乳しかもドS! 大胆M性感プレイでなす術もなくヌキまくられるドMな僕。                              | 8月19日  | DVD  | SSNI-845  | S1 NO.1 STYLE |             |
| 彼女の姉は美人で巨乳しかもドS! 大胆M性感プレイでなす術もなくヌキまくられるドMな僕。                              | 8月19日  | BD   | 9SSNI-845 | S1 NO.1 STYLE |             |
| 巨乳OLと絶倫童貞上司の毎週エスカレートする週末のセックス残業                                                     | 9月19日  | DVD  | SSNI-865  | S1 NO.1 STYLE |             |
| 巨乳OLと絶倫童貞上司の毎週エスカレートする週末のセックス残業                                                     | 9月19日  | BD   | 9SSNI-865 | S1 NO.1 STYLE |             |
| 絶頂の向こう側でイッてイッてイキまくる確変オーガズム状態のまま48時間耐久で一生分ハメまくった三上悠亜のヤバい性交 | 10月19日 | DVD  | SSNI-888  | S1 NO.1 STYLE |             |
| 絶頂の向こう側でイッてイッてイキまくる確変オーガズム状態のまま48時間耐久で一生分ハメまくった三上悠亜のヤバい性交 | 10月19日 | BD   | 9SSNI-888 | S1 NO.1 STYLE |             |
| スク水巨乳の水泳部顧問は元グラビアアイドル…濡れ透ける先生の巨乳に我慢できなくて、じっとり汗だくひたすら密着交尾  | 11月19日 | DVD  | SSNI-916  | S1 NO.1 STYLE |             |
| スク水巨乳の水泳部顧問は元グラビアアイドル…濡れ透ける先生の巨乳に我慢できなくて、じっとり汗だくひたすら密着交尾  | 11月19日 | BD   | 9SSNI-916 | S1 NO.1 STYLE |             |
| 執拗な焦らしと寸止めで極限まで感度を高めた恍惚キメセク大絶頂FUCK                                                 | 12月19日 | DVD  | SSNI-939  | S1 NO.1 STYLE |             |
| 執拗な焦らしと寸止めで極限まで感度を高めた恍惚キメセク大絶頂FUCK                                                 | 12月19日 | BD   | 9SSNI-939 | S1 NO.1 STYLE |             |

2021年
| タイトル | 発売日   | 規格 | 品番      | メーカー      | 備考        |
| --- | -------- | ---- | --------- | ------------- | ----------- |
| 日本一のSEXコスプレイヤー                                                                                              | 1月19日  | DVD  | SSNI-963  | S1 NO.1 STYLE |             |
| 日本一のSEXコスプレイヤー                                                                                              | 1月19日  | BD   | 9SSNI-963 | S1 NO.1 STYLE |             |
| 出張先の旅館で大嫌いなセクハラ上司とまさかの相部屋に…絶倫過ぎる粘着ピストンで一晩中イカされ続けた巨乳OL                | 2月19日  | DVD  | SSNI-989  | S1 NO.1 STYLE |             |
| 出張先の旅館で大嫌いなセクハラ上司とまさかの相部屋に…絶倫過ぎる粘着ピストンで一晩中イカされ続けた巨乳OL                | 2月19日  | BD   | 9SSNI-989 | S1 NO.1 STYLE |             |
| 三上悠亜4周年メモリアルベスト最新全12タイトル72コーナー480分スペシャル                                                 | 3月9日   | DVD  | OFJE-300  | S1 NO.1 STYLE | ※単体ベスト |
| 三上悠亜4周年メモリアルベスト最新全12タイトル72コーナー480分スペシャル                                                 | 3月9日   | BD   | 9OFJE-300 | S1 NO.1 STYLE | ※単体ベスト |
| アナタの五感を刺激する三上悠亜のシコシコサポートラグジュアリー 脳をエロスで満たす6つの癒され勃起シチュエーション       | 3月19日  | DVD  | SSIS-013  | S1 NO.1 STYLE |             |
| アナタの五感を刺激する三上悠亜のシコシコサポートラグジュアリー 脳をエロスで満たす6つの癒され勃起シチュエーション       | 3月19日  | BD   | 9SSIS-013 | S1 NO.1 STYLE |             |
| 三上悠亜に逆痴漢されたい? されたいでしょ?                                                                              | 4月19日  | DVD  | SSIS-037  | S1 NO.1 STYLE |             |
| 三上悠亜に逆痴漢されたい? されたいでしょ?                                                                              | 4月19日  | BD   | 9SSIS-037 | S1 NO.1 STYLE |             |
| 極上の肉体、最高のSEX 全ての理想を叶える究極射精スペシャル                                                             | 5月19日  | DVD  | SSIS-062  | S1 NO.1 STYLE |             |
| 極上の肉体、最高のSEX 全ての理想を叶える究極射精スペシャル                                                             | 5月19日  | BD   | 9SSIS-062 | S1 NO.1 STYLE |             |
| キスからフェラ、そのまま玉舐めからいやしくフェラ、最後の一滴までしゃぶり味わいまたキスを繰り返す僕専用おしゃぶりメイド | 6月19日  | DVD  | SSIS-088  | S1 NO.1 STYLE |             |
| キスからフェラ、そのまま玉舐めからいやしくフェラ、最後の一滴までしゃぶり味わいまたキスを繰り返す僕専用おしゃぶりメイド | 6月19日  | BD   | 9SSIS-088 | S1 NO.1 STYLE |             |
| 過去から未来 今、全てを曝け出す…究極性交メモリアル5本番                                                                | 7月19日  | DVD  | SSIS-116  | S1 NO.1 STYLE |             |
| 過去から未来 今、全てを曝け出す…究極性交メモリアル5本番                                                                | 7月19日  | BD   | 9SSIS-116 | S1 NO.1 STYLE |             |
| 三上悠亜のゴージャス淫語 ドリームボイス                                                                                | 8月19日  | DVD  | SSIS-144  | S1 NO.1 STYLE |             |
| 三上悠亜のゴージャス淫語 ドリームボイス                                                                                | 8月19日  | BD   | 9SSIS-144 | S1 NO.1 STYLE |             |
| 義父の舌先で舐め××られる 夫不在の最悪の3日間                                                                           | 9月28日  | DVD  | SSIS-181  | S1 NO.1 STYLE |             |
| 義父の舌先で舐め××られる 夫不在の最悪の3日間                                                                           | 9月28日  | BD   | 9SSIS-181 | S1 NO.1 STYLE |             |
| もしも目の前の風俗嬢が超人気AV女優だったらヤる? ヤらない??                                                             | 10月26日 | DVD  | SSIS-211  | S1 NO.1 STYLE |             |
| もしも目の前の風俗嬢が超人気AV女優だったらヤる? ヤらない??                                                             | 10月26日 | BD   | 9SSIS-211 | S1 NO.1 STYLE |             |
| 教師としてあるまじき、純愛。                                                                                           | 11月23日 | DVD  | SSIS-241  | S1 NO.1 STYLE |             |
| 教師としてあるまじき、純愛。                                                                                           | 11月23日 | BD   | 9SSIS-241 | S1 NO.1 STYLE |             |
| 三上悠亜のひたすら小悪魔チクビッ痴 オールラウンド200分乳首舐め責めこねくりまくり                                       | 12月15日 | DVD  | SSIS-270  | S1 NO.1 STYLE |             |
| 三上悠亜のひたすら小悪魔チクビッ痴 オールラウンド200分乳首舐め責めこねくりまくり                                       | 12月15日 | BD   | 9SSIS-270 | S1 NO.1 STYLE |             |

2022年
| タイトル | 発売日  | 規格 | 品番      | メーカー      | 備考        |
| --- | ------- | ---- | --------- | ------------- | ----------- |
| 涎・泥酔・アヘ顔・失禁 一斉解放 三上悠亜が下品に飛ぶ                                                                        | 1月7日  | DVD  | SSIS-287  | S1 NO.1 STYLE |             |
| 涎・泥酔・アヘ顔・失禁 一斉解放 三上悠亜が下品に飛ぶ                                                                        | 1月7日  | BD   | 9SSIS-287 | S1 NO.1 STYLE |             |
| 三上悠亜の有頂天ローションSP 人生最高ヌルヌルご奉仕で射精させてあげる                                                       | 2月9日  | DVD  | SSIS-313  | S1 NO.1 STYLE |             |
| 三上悠亜の有頂天ローションSP 人生最高ヌルヌルご奉仕で射精させてあげる                                                       | 2月9日  | BD   | 9SSIS-313 | S1 NO.1 STYLE |             |
| 最高の愛人沼 仕事にも家庭にも干渉してこない、セックスだけの理想関係を三上悠亜と…。                                          | 3月9日  | DVD  | SSIS-338  | S1 NO.1 STYLE |             |
| 最高の愛人沼 仕事にも家庭にも干渉してこない、セックスだけの理想関係を三上悠亜と…。                                          | 3月9日  | BD   | 9SSIS-338 | S1 NO.1 STYLE |             |
| Top of AVstar三上悠亜デビュー5周年プレミアムBEST 最新12タイトル86コーナー8時間スペシャル                                    | 3月22日 | DVD  | OFJE-352  | S1 NO.1 STYLE | ※単体ベスト |
| Top of AVstar三上悠亜デビュー5周年プレミアムBEST 最新12タイトル86コーナー8時間スペシャル                                    | 3月22日 | BD   | 9OFJ-E35  | S1 NO.1 STYLE | ※単体ベスト |
| 「えっ! ここでヤルの?」三上悠亜に一ヶ月密着して隙あらばいきなり即ズボッ! 前代未聞ドッキリAV大作戦                           | 4月10日 | DVD  | SSIS-365  | S1 NO.1 STYLE |             |
| 「えっ! ここでヤルの?」三上悠亜に一ヶ月密着して隙あらばいきなり即ズボッ! 前代未聞ドッキリAV大作戦                           | 4月10日 | BD   | 9SSIS-365 | S1 NO.1 STYLE |             |
| メンエスでしようよ | 5月10日 | DVD  | SSIS-392  | S1 NO.1 STYLE |             |
| メンエスでしようよ | 5月10日 | BD   | 9SSIS-392 | S1 NO.1 STYLE |             |
| 初体験は三上悠亜 童貞喪失してあげたその日からひたすらセックスに明け暮れた2人きりの筆おろしドリーム同棲ドキュメント          | 6月14日 | DVD  | SSIS-419  | S1 NO.1 STYLE |             |
| 初体験は三上悠亜 童貞喪失してあげたその日からひたすらセックスに明け暮れた2人きりの筆おろしドリーム同棲ドキュメント          | 6月14日 | BD   | 9SSIS-419 | S1 NO.1 STYLE |             |
| 同棲 LOVE STORY | 7月12日 | DVD  | SSIS-448  | S1 NO.1 STYLE |             |
| 同棲 LOVE STORY | 7月12日 | BD   | 9SSIS-448 | S1 NO.1 STYLE |             |
| 三上悠亜 10変化 極上オナニーサポート                                                                                        | 8月9日  | DVD  | SSIS-477  | S1 NO.1 STYLE |             |
| 三上悠亜 10変化 極上オナニーサポート                                                                                        | 8月9日  | BD   | 9SSIS-477 | S1 NO.1 STYLE |             |
| 三上悠亜の誘惑エロス50本番8時間                                                                                             | 9月13日 | DVD  | OFJE-376  | S1 NO.1 STYLE | ※単体ベスト |
| 三上悠亜の誘惑エロス50本番8時間                                                                                             | 9月13日 | BD   | 9OFJE-376 | S1 NO.1 STYLE | ※単体ベスト |
| 【※観覧注意】【※ヌキ過ぎ注意】絶頂を超えた更に先、イキまくり限界ピストン!恍惚の過去最大トランスFUCK                         | 9月13日 | DVD  | SSIS-509  | S1 NO.1 STYLE |             |
| 【※観覧注意】【※ヌキ過ぎ注意】絶頂を超えた更に先、イキまくり限界ピストン!恍惚の過去最大トランスFUCK                         | 9月13日 | BD   | 9SSIS-509 | S1 NO.1 STYLE |             |
| 大嫌いなクズ元彼と救急病棟でまさかの再会…勃起するたびに呼ばれる理不尽なナースコール、いつしか待ち望んでしまう不貞巨乳看護師 | 11月8日 | DVD  | SSIS-541  | S1 NO.1 STYLE |             |
| 大嫌いなクズ元彼と救急病棟でまさかの再会…勃起するたびに呼ばれる理不尽なナースコール、いつしか待ち望んでしまう不貞巨乳看護師 | 11月8日 | BD   | 9SSIS-541 | S1 NO.1 STYLE |             |

2023年
| タイトル | 発売日  | 規格 | 品番      | メーカー         | 備考                                                                       |
| --- | ------- | ---- | --------- | ---------------- | -------------------------------------------------------------------------- |
| 三上悠亜の完全プライベートセックス全部撮った!圧倒的に支持されるトップ女優と朝まで2人きりの生々ハメ撮りFUCK             | 1月10日 | DVD  | SSIS-570  | S1 NO.1 STYLE    |                                                                            |
| 三上悠亜の完全プライベートセックス全部撮った!圧倒的に支持されるトップ女優と朝まで2人きりの生々ハメ撮りFUCK             | 1月10日 | BD   | 9SSIS-570 | S1 NO.1 STYLE    |                                                                            |
| 超鮮明4K機材撮影！三上悠亜の豊満ボディと圧倒的美顔を堪能するエロティシズム肉感艶美性交                                 | 3月14日 |      | SSIS-604  | S1 NO.1 STYLE    |                                                                            |
| 三上悠亜6周年メモリアルBEST最新10タイトル収録12時間                                                                    | 3月28日 |      | OFJE-402  | S1 NO.1 STYLE    |                                                                            |
| 引退発表 126日後にAV女優をやめる三上悠亜                                                                               | 4月11日 |      | SSIS-663  | S1 NO.1 STYLE    |                                                                            |
| 三上悠亜と新ありなと相沢みなみ                                                                                         | 5月9日  |      | SSIS-698  | S1 NO.1 STYLE    | 新ありな、相沢みなみとの共演作                                             |
| 三上悠亜ラストハードファック！120分120回イク！究極のワンカット人生最多オーガズム性交                                   | 6月13日 |      | SSIS-737  | S1 NO.1 STYLE    |                                                                            |
| 三上悠亜×MOODYZ 一回限りの限定復活!?ひとりバコバコバスツアー2023 引退直前！最後の大感謝スペシャル!!                    | 6月21日 |      | MIDV-400  | MOODYZ           |                                                                            |
| ガチ二人きり！！三上悠亜から20時間犯●れ続ける都内某所でリアル逆レ●プデート                                             | 6月27日 |      | SSIS-777  | S1 NO.1 STYLE    |                                                                            |
| もうすぐ引退だから…三上悠亜が彼女になって抜くの 毎日手伝ったげる アナタが好き好き主観映像で究極の恋愛オナニーサポートu | 7月4日  |      | SSIS-778  | S1 NO.1 STYLE    |                                                                            |
| 最高の美女と交わすヨダレだらだらツバだくだく濃厚な接吻とセックス 三上悠亜                                              | 7月11日 |      | IPZZ-077  | アイデアポケット |                                                                            |
| 三上悠亜、媚薬で飛ぶ 毎日こっそり媚薬漬けにした7日後のガンギマリビッチ                                                 | 7月18日 |      | SSIS-795  | S1 NO.1 STYLE    |                                                                            |
| スーパースター女優と大乱交 激レア共演S1ファン感謝祭u                                                                   | 7月25日 |      | SSIS-816  | S1 NO.1 STYLE    | 葵つかさ、うんぱい、架乃ゆら、山手梨愛、miru、本郷愛、小宵こなんとの共演作 |
| 完全引退 AV女優、最後の1日。三上悠亜ラストセックス                                                                     | 8月15日 |      | SSIS-834  | S1 NO.1 STYLE    |                                                                            |

### イメージビデオ
2016年
| タイトル               | 発売日   | 規格 | 品番     | メーカー               | 備考 |
| ---------------------- | -------- | ---- | -------- | ---------------------- | ---- |
| ALL NUDE               | 5月25日  | DVD  | OAE-101  | Air control            |      |
| 僕のお嫁さんは三上悠亜 | 12月29日 | DVD  | EHM-0001 | オルスタックソフト販売 |      |

2018年
| タイトル             | 発売日   | 規格 | 品番    | メーカー   | 備考 |
| -------------------- | -------- | ---- | ------- | ---------- | ---- |
| 三上悠亜が、泣いた。 | 10月25日 | DVD  | OAE-165 | Aircontrol |      |

### VRソフト
2017年
- 国民的アイドル三上悠亜がヴァーチャルリアル空間であなたに跨ってSEXしてあげる（4月25日、S1 NO.1 STYLE）
- 国民的アイドル三上悠亜がヴァーチャルリアル空間であなただけにフェラチオしてあげる（5月2日、S1 NO.1 STYLE）
- 国民的アイドル三上悠亜がヴァーチャルリアル空間であなただけに最高の手コキしてあげる（5月9日、S1 NO.1 STYLE）

2018年
- 新基準 VR 高画質! 100%比率! 長尺! 国民的アイドルと超密着イチャイチャ夢の同棲生活 朝から晩まで見つめ合ってベロキスしまくりアイドルとスキャンダル体験VR（1月13日、S1 NO.1 STYLE）
- 新基準 VR 高画質! 100%比率! 長尺! 国民的アイドルの極上筆おろし初SEXの教材 アイドルま●こに初挿入! 超リアル童貞卒業VR（2月13日、S1 NO.1 STYLE）
- 新基準 VR 高画質! 100%比率! 長尺! 国民的アイドルの隠語責め痴女られSEXフルコース 叱られ隠語! おっぱい激揺れ騎乗位! 最高の射精体験VR（2月27日、S1 NO.1 STYLE）
- 新基準 VR 高画質! 100%比率! 長尺! 国民的アイドルと常に密着イチャイチャ最高級ソープSEX（3月7日、S1 NO.1 STYLE）
- エスワン15周年スペシャル共演 日本一のAV女優2人と超豪華ハーレム逆3P体験（11月19日、S1 NO.1 STYLE）
- 交わる体液、濃密セックスVR（11月25日、S1 NO.1 STYLE）
- MUTEKI 10周年記念Special W芸能人VR 芸能人とドリーム逆3P体験（12月1日、MUTEKI）

2019年
- 三上悠亜の絶頂おま●こを突きまくる追撃体験VR 怒涛のおかわり激ピストン性交（5月10日、S1 VR）
- S1ドリ-ム共演VR 史上最高の密着フォーメーションASMR 超高級4Pソープご奉仕Special（12月27日、S1 VR）

2020年
- 三上悠亜を完全独占! トップアイドルがボクだけに見せるイキ顔… 最高の距離間でひたすらSEXに没頭する究極同棲VR（2月7日、S1 VR）
- 彼女がいるのに密着ささやき淫語で口説いてくる色気ムンムン巨乳お姉さん超誘惑VR（12月4日、S1 VR）

2021年
- 相部屋ほろ酔い逆NTR 巨乳で可愛い新入社員の無防備なおっぱい誘惑に負けて狂ったようにハメまくった出張先の夜（6月30日、S1 VR）
- 三上悠亜×天井特化 覆い被さり焦らし責めスペシャル（11月24日、S1 VR）

2022年
- 半径10cm以内の超至近距離で三上悠亜に逆痴●されたい？されたいでしょ？（1月6日、S1 VR）

2023年
- アナタの五感を刺激する三上悠亜のシコシコサポートラグジュアリーVR 引退直前Special！（2023年6月27日、S1 VR）
- 息遣いを感じる究極の距離感で…最高のハメ撮りと最後のSEX 三上悠亜ラストVR（2023年7月21日、S1 VR）

## 書籍

### 写真集

#### ソロ
1. Here you are（2015年12月16日、双葉社、撮影：上野勇）ISBN 978-4575309829
2. Your Angel（2016年8月17日、双葉社、撮影：樂滿直城）ISBN 978-4575311648
3. らぶぱら（2017年7月31日、竹書房、撮影：マキハラススム）ISBN 978-4801911628
4. YOURGIRL（2017年8月2日、台湾威柏） - 台湾特制限定。
5. 君の前世がプリンセスだった件について。（2018年1月26日、徳間書店、撮影：野澤亘伸）ISBN 978-4198645502
6. 24/7（2018年10月26日、徳間書店、撮影：篠原潔）ISBN 978-4198647087
7. your eyes（2019年5月25日、彩文館出版、撮影：斉木弘吉）ISBN 978-4775606100
8. 和美写美（2021年2月9日、日本ジャーナル出版、撮影：吉田裕之）ISBN 978-4930927170
9. You are here（2021年9月16日、双葉社、撮影：上野勇）ISBN 978-4575316537
10. your selection（2022年1月21日、トランスワールドジャパン）ISBN 978-4862563347
11. Last your...（2023年8月18日、双葉社、撮影：上野勇）ISBN 978-4575318173[197]
12. YUA（2025年4月25日、G－STYLE）[198][199]

#### オムニバス
- 快楽の館（2016年8月31日、講談社、撮影：篠山紀信）ISBN 978-4062202923 - 表紙。

#### デジタル
- FRIDAY デジタル写真集（講談社）
  - マジで恋するヘアヌード（2016年12月9日、撮影：唐木貴央）ISBN 978-4064284996
  - たかしょー×三上悠亜×紗倉まな「饗宴」（2017年3月31日）Kindle版 ASIN B06XVL5STZ
- FLASHデジタル写真集R 国民的な夏の思い出。（2017年9月8日、光文社、撮影：木村哲夫）Kindle版 ASIN B0757L3T2S[200]

#### モデル
- スーパー・ポーズブック ヌードプラス編2（2016年11月24日、コズミック出版）ISBN 978-4774791357
- スーパー・ポーズブック ヌード◉新妻編（2017年4月19日、コズミック出版）ISBN 978-4774791364

### カレンダー
- 2017年 壁掛け B2（2016年10月12日、ハゴロモ）JAN 4900459522466
- 2018年 壁掛け B2（2017年9月30日、ハゴロモ）JAN 4589460040406
  - 卓上 A5（2017年9月30日、ハゴロモ）JAN 4589460040130

### トレーディングカード
- AVC ジューシーハニー コレクションカード
  - VOL.36（2017年3月4日、ミント）※大槻ひびき、古川いおりとの共同商品
  - LUXURY EDITION 2018（2018年2月24日、ミント）※明日花キララ、市川まさみ、白石茉莉奈との共同商品
  - THE DELUXE 2018（2018年8月27日、ミント）※松田美子、桜もこ、桃乃木かなとの共同商品
  - LUXURY EDITION 2019（2019年2月24日、ミント）※戸田真琴、明日花キララ、成宮りかとの共同商品
  - PLUS#5（2019年12月15日、ミント）※相沢みなみ、楓カレン、水卜さくらとの共同商品
  - 15th ANNIVERSARY（2020年8月22日、ミント）※高橋しょう子、JULIA、桃乃木かな、戸田真琴、大槻ひびきとの共同商品
  - PLUS#9（2020年12月19日、ミント）※小倉由菜、山岸逢花、美谷朱里との共同商品
  - THE DELUXE 2021（2021年6月26日、ミント）※本庄鈴、桃園怜奈、二階堂夢との共同商品
  - PLUS#13（2022年2月26日、ミント）※山岸逢花、はやのうた、小野六花との共同商品
  - PLUS#15（2022年8月27日、ミント）※希島あいり、楪カレン、河北彩花との共同商品
  - PLUS#17（2023年2月25日、ミント）※ジュリア、時田亜美、白桃はなとの共同商品
- CJ SEXY CARD SERIES
  - VOL.31 三上悠亜 OFFICIAL CARD COLLECTION 〜悠亜 MY 愛どる〜（2017年9月9日、ジュートク）
  - VOL.55 三上悠亜 OFFICIAL CARD COLLECTION 〜やっぱり悠亜がスキだっ!〜（2019年9月14日、ジュートク）

### 単行本
- かわいいのヒント　今日の私を一番好きになれる美容法75（2025年1月9日、KADOKAWA）

### 雑誌・WEB連載
- 日本全国エッチなお悩み解消ライブ（2016年4月18日 - 2017年7月24日 全63回 週刊大衆[28]）
- 三上悠亜キャスターの悠亜タイムNEWS（2017年7月31日 - 週刊大衆）
- 三上悠亜 AVプリンセスへの道（2016年4月6日 - 10月、東京スポーツ[29]）
- 三上悠亜の神ングアウト（2016年10月19日 - 2017年4月5日、東京スポーツ）[201][202]
- 三上悠亜 進化中（2017年4月20日 - 9月28日、東京スポーツ）[203]
- 三上悠亜 エロスのばか力（2017年10月12日 - 2018年3月29日、東スポ裏通り）[204]
- 三上悠亜 エロスのばか力2018（2018年4月19日 - 10月4日、東スポ裏通り）
- 三上悠亜 エロの上にも三年（2018年10月18日[205] - 2019年4月25日[206]、東スポ裏通り）
  - エロの上にも三年・アンコール（2019年5月10日、東スポ裏通り）
- 三上悠亜つれづれなるままにエロだし（2019年5月16日 - 10月03日、東スポ裏通り[207]）
- 三上悠亜 名場面集 エロ映え！（2019年10月31日[208] - 2020年3月26日[209]、東スポ裏通り）
- 三上悠亜のここだけ♡夜トーク（2020年6月27日[210] - 、美人百花.com）
- 三上悠亜 愛すべき! → 三上悠亜 ソンケーします! → 三上悠亜喜怒哀楽（2020年4月7日 - 2021年9月28日、東京スポーツ）
- 三上悠亜 赤裸々クイーン → 三上悠亜 えろガチャ! → ネットじゃ読めない三上悠亜（2021年10月12日 - 2023年4月25日、東京スポーツ）

#### フリーペーパー
- a-flo
- PLM POP LIFE MAGAZINE

### Webグラビア
- Graphis Gals 「Divine Sprout」（2016年12月、撮影：樂滿直城、グラフィス）
- Graphis Gals 「GLAMOROUS NUDE!」（2017年10月、撮影：マキハラススム、グラフィス）
- Graphis Valentine Special（2018年2月、撮影：福島裕二、グラフィス）
- Graphis Gals 「Dream like time...」（2018年4月、撮影：福島裕二、グラフィス）
- Graphis SPECIAL EDITION（2018年7月、撮影：福島裕二、グラフィス）
- Graphis CALENDAR 4月（2019年4月、撮影：福島裕二、グラフィス）

## グループ

### 恵比寿★マスカッツ/ディスコグラフィ
2015年9月26日から2017年10月5日まで活動していたセクシーグループ。活動の詳細は恵比寿★マスカッツを参照。

#### シングル
| 枚  | 発売日         | タイトル   | 規格品番  | 備考               | 最高位 |
| --- | -------------- | ---------- | --------- | ------------------ | ------ |
| 1st | 2016年11月23日 | リ・ボ・ン | DDCZ-2135 | 堀ちえみのカバー曲 | ？位   |

### 恵比寿マスカッツ1.5
2017年10月5日から活動しているセクシーグループ。活動の詳細は恵比寿マスカッツ1.5を参照。